# Pavlo Eljanov
Pavlo Eljanov, (ukrajinsky) Павло Ельянов, (rusky) Pavel Eljanov, (* 10. května 1983, Charkov, Sovětský svaz) je ukrajinský šachový velmistr. Nejvíce úspěchů získal v týmových soutěžích, když v letech 2004 a 2010 získal za Ukrajinu zlaté medaile na šachových olympiádách ve Španělsku a Rusku.
Mezi jeho největší individuální úspěchy patří první místo v turnaji Corus B v roce 2007, vítězství na jenom z turnajů série FIDE Grand Prix v roce 2010 a dělené 1.-3. místo na Aeroflot Open v roce 2012.
Rok 2013 započal triumfem na Reykjavík Open a opětovným přiblížením se k magické hranici 2700 bodů v žebříčku FIDE.